# Cinemática (videojuegos)

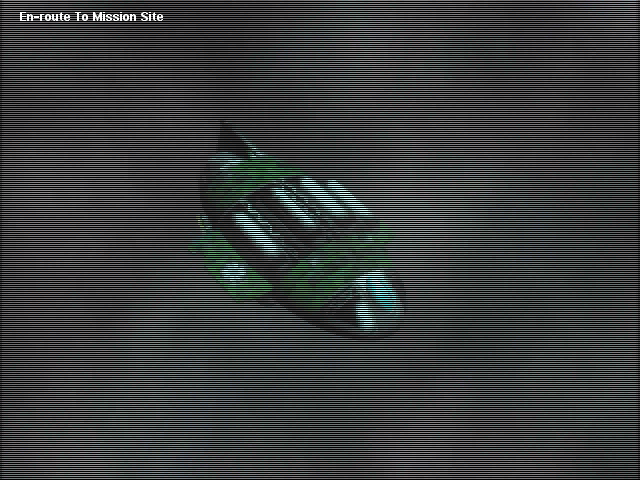
War Zone 2100 - Dropship cinemática.

En un videojuego, cinemática se refiere a una secuencia de vídeo durante la cual el jugador no tiene o tiene un control limitado. Se utiliza para avanzar la trama, presentar personajes enemigos, y proporcionar información de fondo. Estas escenas a menudo utilizan los gráficos del juego para crear eventos programados. Las cinemáticas también pueden ser animadas, imágenes reales o previamente renderizadas por ordenador y transmitidas desde un archivo de vídeo. Los vídeos previamente hechos utilizados en videojuegos (ya sea durante escenas o durante el juego en sí) se conocen como vídeos de movimiento completo o full motion video. Uno de los primeros videojuegos que incluyeron una cinemática en su presentación en Europa, fue el desarrollado por el equipo de programadores español Paco & Paco, en su videojuego La Pulga (1983).

## Tipos

### Escenas de imagen real
Las escenas de imagen real tienen muchas similitudes con las películas. Por ejemplo, las escenas en Wing Commander IV utilizaron escenografías totalmente construidas y actores bien conocidos como Mark Hamill y Malcolm McDowell para la representación de personajes.
Fueron muy populares a principios y mediados de la década de 1990 con el inicio de la unidad de CD-ROM y el espacio mucho mayor de almacenamiento extra disponible. Esto también condujo a la elaboración de la llamada película interactiva, que contó con horas de metraje de acción real, sacrificando la interactividad y complejidad del juego.

### Escenas animadas
Existen dos técnicas principales para la animación de escenas.

#### Prerrenderizadas
Las escenas prerrenderizadas están animadas y renderizadas por los desarrolladores del juego, y son capaces de tomar ventaja de la amplia gama de técnicas de imagen generada por computadora, animación tradicional o estilo novela gráfica.
La saga de videojuegos Final Fantasy desarrollada por Square Enix, destaca por sus escenas prerrenderizadas, que fueron introducidas en Final Fantasy VII. Blizzard Entertainment es también notable en el campo, la empresa tiene un departamento creado especialmente para la fabricación de escenas prerrenderizadas de calidad cinematográfica para videojuegos como Diablo II y Warcraft III.
En 1996, Dreamworks Interactive creó The Neverhood, el único juego que cuenta con escenas de plastilina. Las cinemáticas prerrenderizadas son generalmente de mayor calidad visual que las escenas renderizadas en el juego, pero tiene dos desventajas: la diferencia de calidad a veces puede crear dificultades para el reconocimiento de las imágenes de alta calidad al inicio de la escena cuando el jugador se ha habituado a la menor calidad de las imágenes del juego, también, no se pueden adaptar al estado del juego: por ejemplo, al mostrar diversos artículos de ropa usada por un personaje. Esto se ve en la versión para PlayStation 2 de Resident Evil 4, donde en las secuencias cinemáticas, León se ve siempre en su traje por defecto debido a las limitaciones del procesador las cuales no se veían en la versión de GameCube.

#### Renderizadas en juego
Sobre la marcha del juego se renderizan cutscenes utilizando el mismo motor de juego que los gráficos utilizan durante el juego, esta técnica que se conoce también como Machinima. Estas se utilizan con frecuencia en el género RPG, así como en Metal Gear Solid, Grand Theft Auto (ambos juegos hacen uso de captura de movimiento), y la serie The Legend of Zelda, entre muchos otros. En los juegos más recientes, los cuales pueden tomar ventaja de las técnicas de programación más sofisticadas y procesadores más potentes, se representan cutscenes sobre la marcha y puede estar estrechamente integradas con el juego. Algunos juegos dan al jugador algo de control sobre los movimientos de cámara, por ejemplo Dungeon Siege, Metal Gear Solid 2: Sons of Liberty, Halo: Reach, y Kane & Lynch: Dead Men, The Elder Scrolls V: Skyrim.

### Escenas interactivas
Involucran a la computadora tomando el control del personaje del jugador mientras aparecen indicaciones (por ejemplo, una secuencia de pulsaciones de botones) aparecerá en la pantalla, lo que requiere que el jugador las siga con el fin de continuar o tener éxito en la acción. Esta mecánica de juego, comúnmente llamada quick time events (eventos de tiempo rápido), tiene sus orígenes en los videojuegos de laserdisc de películas interactivas, tales como Dragon's Lair, Road Blaster, y Space Ace. El modo de juego en estos títulos consistía en mirar un video animado y pulsar el botón correcto en pocos segundos para evitar la pérdida de una vida; no había escenas cinemáticas, pero todo el juego consistía en video animado, eficazmente haciendo el juego un QTE continuo.